# Puerto de San Sebastián

Contraseña de la provincia marítima de Pasajes a la que pertenece.

El puerto de San Sebastián (España) se encuentra situado dentro del término municipal de San Sebastián, formando parte de la bahía de la Concha, al sur del monte  Urgull. Se inició su construcción moderna en la segunda mitad del s. XV d. C.

## Historia
La vieja cofradía donostiarra de mareantes, maestres de navíos, pilotos y mercaderes surgió en el puerto fluvial, hoy desaparecido, de Santa Catalina, sobre el río Urumea hacia el siglo XIII.
Fue promovido en las décadas finales del siglo XII por un grupo de armadores bayoneses que aportaban su superior técnica mercantil-marítima. Refrendaron  la concesión, por Sancho el Sabio de Navarra, de un fuero de abierta orientación mercantil y marinera.
De esta manera se fundó la Cofradía de Mareantes de Santa Catalina cuya sede estaba en la antigua iglesia de Santa Catalina. Se llamó de esta manera  por el hecho de que en los siglos XII y XIII era el puerto fluvial de Santa Catalina, sobre el Urumea, el que preferían para su tráfico los mercaderes y mareantes donostiarras, con preferencia a los puertos de Urgull y de Pasajes.
Cuando, pasado un tiempo, las naos se hacían de mayores proporciones y requerían muelles de mayor calado para el atraque, sería la misma cofradía la que fijó su atención en las mejores condiciones que reunía para naos de gran tonelaje el abrigo que se escondía bajo el monte Urgull,
Por éste motivo financió la construcción de un guardamar, primero, y luego de un cay en tal lugar, con lo que el viejo puerto sobre el Urumea venía naturalmente a perder en importancia frente al de la Concha.
Al desplazarse el centro de gravedad del tráfico marítimo donostiarra, la Cofradía de Mareantes estimó oportuno trasladar también su sede, pero conservando su advocación de Santa Catalina. Esta nueva sede estaba situada en la Iglesia de Santa María desde 1642.
Esta vieja corporación, que fue el predecesor  de la Casa de Contratación y  Consulado donostiarra de 1682 , agrupaba  a cuantos tenían relación con el tráfico marítimo: «maestres de naos, mercaderes, pilotos y mareantes» -según reza la Ordenanza de 1489-, «capitanes, pilotos, dueños de naos y bajeles, maestres de chalupas y marineros, armadores de navíos y bajeles, cargadores de hacienda para cualquier parte, los que armasen en corso» -conforme agrega la Ordenanza de 1642-.
Se hallaba presidida por un Mayordomo que ejercía la Jurisdicción en el Muelle.
Sus atribuciones fueron reguladas  por una real cédula de Enrique IV, expedida en San Sebastián el 15 de abril de 1463.
Entre otras atribuciones, la Cofradía podía recaudar arbitrios para el sostenimiento y reparo de los servicios de muelles, habiendo al efecto un arancel que fijaba los derechos que debían abonarse por las distintas clases de mercaderías que entraban o salían por los muelles donostiarras. 
Fue con tales recursos y gracias al espíritu de iniciativa de la vieja asociación como se fueron cubriendo las sucesivas etapas en las obras de construcción y consolidación de los muelles del puerto de San Sebastián durante la segunda mitad del siglo XV y primera mitad del XVI,
La Cofradía fue objeto de varias reformas legislativas en los siglos XV y XVI que redujeron su influencia ya que en determinados momentos históricos en que la vida de la ciudad giraba en torno al puerto, la cofradía se había convertido en un auténtico «grupo de presión» en San Sebastián.
A lo largo del siglo XVIII d. C. se sucedieron varios proyectos de mejora del puerto impulsados por el Consulado de San Sebastián, que además de nuevas dársenas llegaron a plantear el cierre de la boca occidental de la bahía, idea ya propuesta por la villa en el siglo XVII. Ninguno de ellos llegó a ejecutarse.
En el siglo XIX el arquitecto Silvestre Pérez (1821) inició las obras para el cierre de la boca occidental de la bahía. 
A mediados el siglo XIX d. C., el puerto donostiarra duplicó su capacidad gracias a la construcción de una nueva dársena (1851-1858); estaba la nueva dársena dotada de unas compuertas -suprimida en 1872- que permitían el mantenimiento del nivel de agua durante la bajamar. 
Ésta nueva dársena proyectada por el ingeniero Peironcely acogió durante  más de cien años el tráfico comercial (madera y cemento en los últimos tiempos),
A lo largo del siglo XX se realizaron varias ligeras modificaciones. Entre ellas destaca el recorte de Kaimingancho (1943), colocando sobre el tramo que del mismo restaba una plataforma de hormigón afianzada mediante pilotes con objeto de formar una explanada sobre la que se construyó un tinglado ("portaaviones"). 
Actualmente el puerto de San Sebastián dispone de dos dársenas: una pesquera de pequeñas embarcaciones y otra deportiva. 
La dársena deportiva tiene escasa capacidad, viéndose la flota deportiva obligada a fondear en la bahía de la Concha durante el verano.  
Gestionada durante años por el Centro de Atracción y Turismo, en la década de 1990 la misma fue traspasada a una Sociedad Anónima denominada Puerto Deportivo de Donostia-San Sebastián, en la que participan a partes iguales el Gobierno Vasco y el Ayuntamiento de San Sebastián. 
La posibilidad de ampliación del puerto deportivo es prácticamente nula, razón por la que fue redactado en la década de 1990 un anteproyecto para la construcción de un nuevo puerto deportivo entre la punta de Monpás y la Playa de la Zurriola, que no llegó a ejecutarse.

## Datos generales

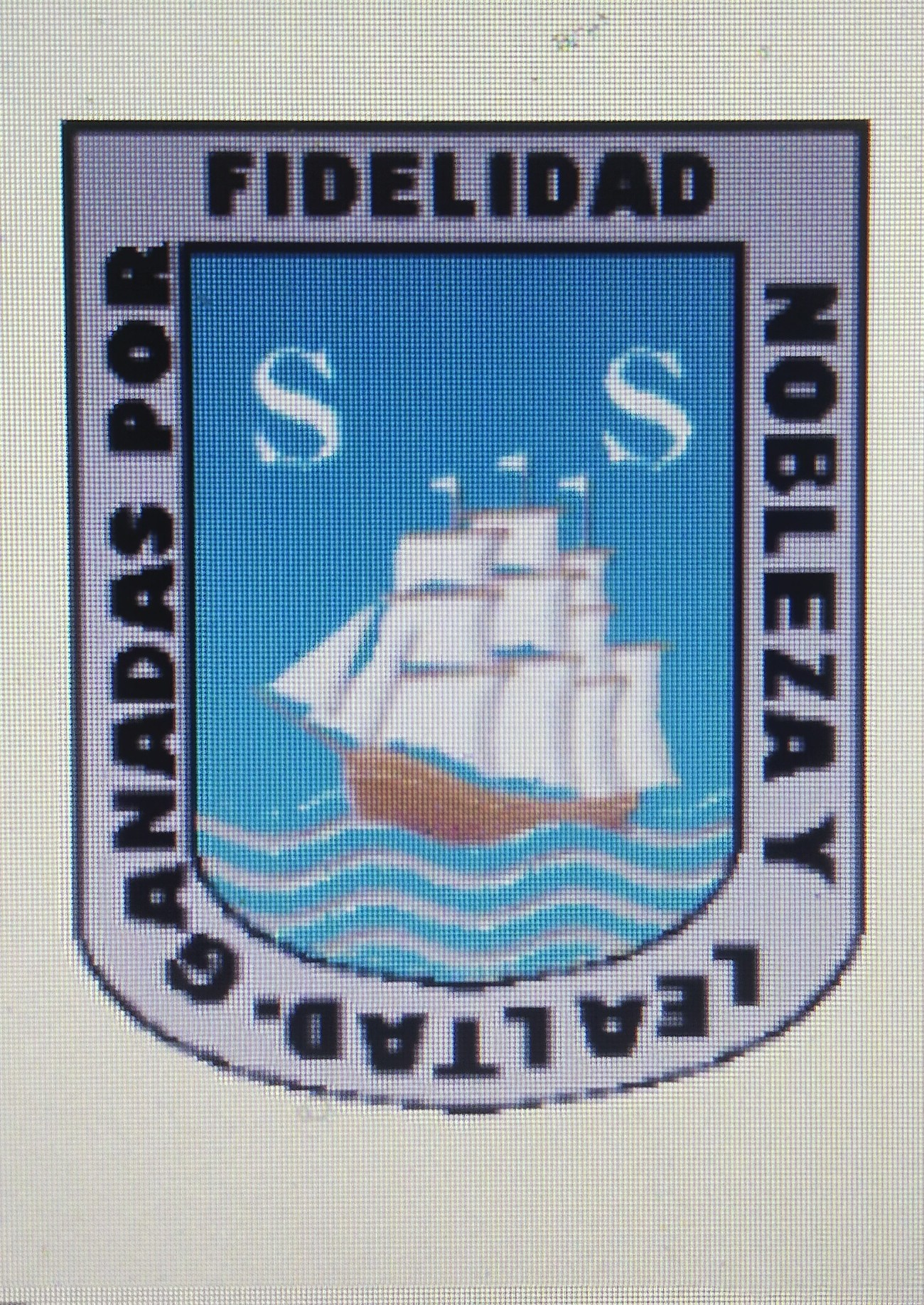
Blasón de la ciudad de San Sebastián

### Localización
- Nombre: Puerto Deportivo de San Sebastián
- Municipio: San Sebastián
- Dirección: Muelle Ibilbidea, 23-2.a 20003
- Coordenadas UTM:
  - Latitud: 43°19′04″ N
  - Longitud:1°59′03″ O

### Distancias
- Francia: 20 km
- Madrid: 469 km

Carrera de marea: 4,5 m
Se encuentra situado en el extremo oriental de la bahía de La Concha, al pie de la estatua del Sagrado Corazón que corona el monte Urgull. Es un puerto pequeño de forma triangular, con una dársena pesquera y otra dársena de recreo.
Las 400 plazas de atraque existentes están permanentemente ocupadas, siendo muy complicado acoger embarcaciones forasteras, aunque hay un fondeadero seguro en la bahía de La Concha.
Recientemente han sido repavimentadas y urbanizadas las zonas terrestres.

### Accesibilidad

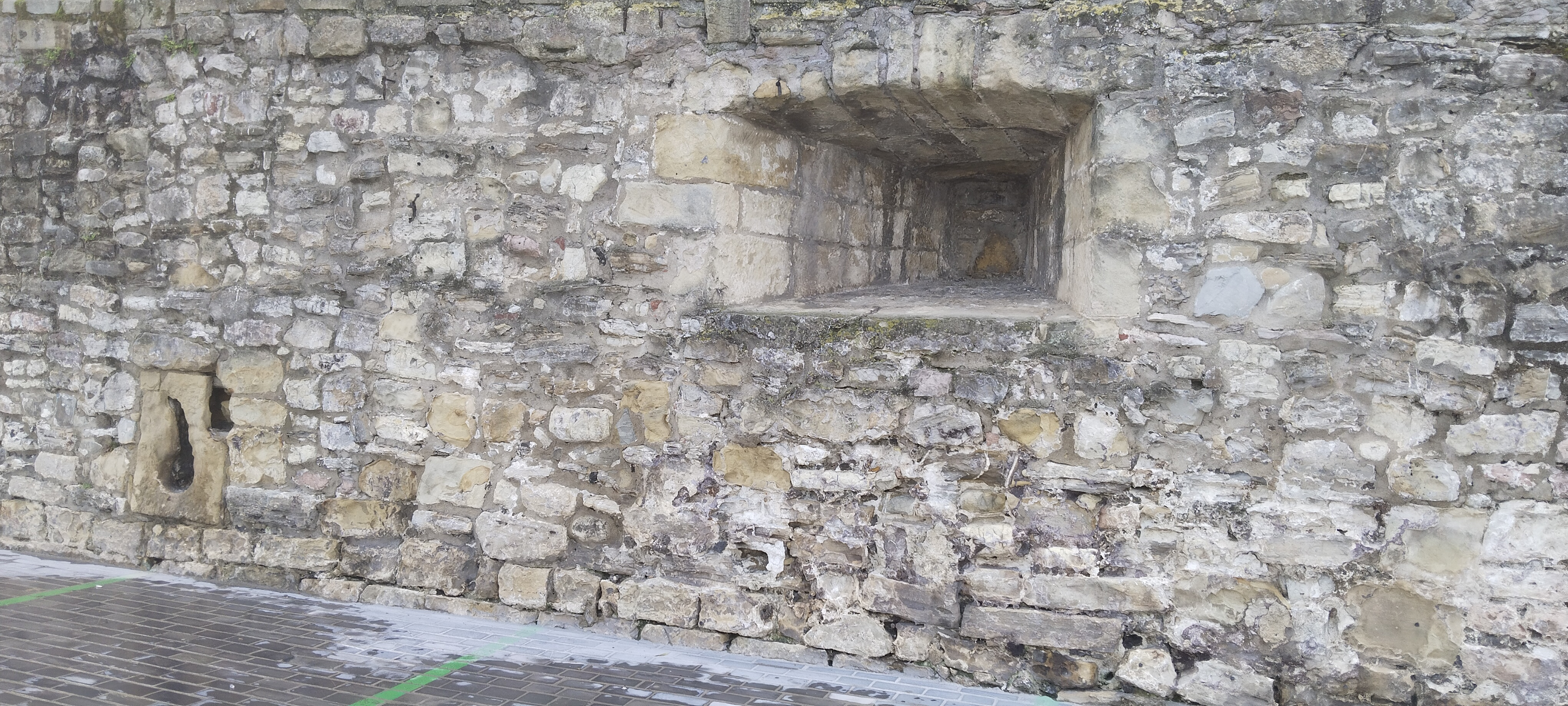
Tramo de muralla histórica frente al puerto de San Sebastián

A San Sebastián se puede llegar de distintas formas:
El puerto de Donostia se encuentra en la falda del monte Urgull, en la parte vieja de la ciudad. El puerto está dividido en dos por el Muelle Central, que delimita claramente las dársenas de pesca y de recreo, alojando esta última 375 embarcaciones deportivas.
- Por tren
  - RENFE 
Estación del Norte - Pº de Francia
Líneas:	Largo recorrido
Cercanías: Irun - Brinkola
Tlf.: 902 24 02 02
  - Euskotren
Estación de Amara - Pl. Easo, s/n
Líneas:	Hendaya (Francia) – San Sebastián - Lasarte ("Topo")
San Sebastián - Bilbao
Tf.: 902 54 32 10
- En avión
Tramo de muralla histórica frente al puerto de San SebastiánAeropuerto de San Sebastián (EAS)
C/ Gabarrari, 5 y 22
20280 Fuenterrabía
El aeropuerto presenta una gran variedad de accesos: en autobús, en coche, alquilando coches en el aeropuerto
- En coche o en autobús. 
En función del punto de partida, diversas compañías de autobuses ofrecen sus servicios, como por ejemplo: La Guipuzcoana, Continental Auto, La Bidasotarra, Pesa, Enatcar, Turytrans, Bilmanbus, La Roncalesa, La Burundesa, La Estellesa.
- Por mar
Anchura en bocana: 20 m; calado en bocana: 3 m.
La entrada a la bahía de La Concha con temporales del cuarto cuadrante es realmente peligrosa. Con tiempo duro del primer y del cuarto cuadrantes y bajamar se ve bien la rompiente de los bajos de la Bancha, que se encuentran a unos 300 m al norte del islote de Santa Clara y tienen 5,5 m de agua en bajamar escorada, los cuales dejaremos a estribor dándoles buen respeto y promediando estos con el Monte Urgull. Viniendo del este con rumbos próximos a la costa debemos tener muy en cuenta el bajo Pekachillá, situado a 500 m al noreste de Punta Mompás y la boya medidora del oleaje que hay frente a la playa de la Zurriola a 0,5 millas al W-SW de Punta de Mompás. Basta con dar una milla de resguardo a la costa para librarlo.

## Información técnica

### Superficies
- Superficies de la zona de servicio	
  - Agua:1 km²
  - Zona portuaria en tierra: 500 m²
  - Total:1,0005 km²

## Tipología de los diques, muelles y pantalanes
- Tipología de las obras de atraque	
Todas cuentan con pantalán flotante con pilotes guía; 4,5 m B.M.V.E calado
  - Deportivo 1: 70 m longitud
  - Deportivo 2: 70 m longitud
  - Deportivo 3: 75 m longitud
  - Deportivo 4: 85 m longitud
  - Deportivo 5: 85 m longitud
  - Deportivo 6: 90 m longitud
  - Deportivo 7: 95 m longitud
- Obras de atraque
  - N.º de puestos de atraque: 300 puestos
  - Tamaño: máximo de 14 metros de eslora
- Tipología de las obras de abrigo
  - Dique Sur Talud: Escollera Natural; 85 m longitud;- 5 m profundidad al pie
  - Dique de la Cofradía: Talud. Escollera Natural; 150 m longitud;- 10 m profundidad al pie
  - Dique Norte Talud: Escollera Natural y Cajones Hincados 250 m longitud; −9 m profundidad al pie

### Criterios de diseño en planta
- Calado mínimo: 1 m
- Eslora máxima: 12 m
- N.º de amarres: 375
- Canal VHF: 9-12

## Atraques y servicios

### Distribución de atraques
El puerto de Donostia-San Sebastián se encuentra en las faldas del monte Urgull, junto a la animada y pintoresca parte vieja de la ciudad. Sus coordenadas son 43°19,4′ N y 01° 59,3′ W. El puerto, de reducidas dimensiones, se encuentra dividido en dos por el muelle central, que delimita claramente las dársenas de pesca y de recreo, alojando esta última 375 embarcaciones deportivas. Cuenta con todos los servicios necesarios para los aficionados a los deportes náuticos. 
- Requisitos de acceso: libre. Pago de amarre.
- Tarifas de atraques: para estancias anuales 0,1234 € por metro y día. Para estancias inferiores 0,7 € /m·día. Información detallada sobre precios de otros servicios en la web.
- Aparcamiento: No. Zona peatonal. Aparcamiento subterráneo en el bulevar. Posibilidad de aparcamiento para titulares de embarcaciones.

### Servicios existentes
- Grúas: 4 (1 de 5 tm y 3 privadas)
- Talleres de reparación y carpintería de ribera
- Tomas
- Tomas de combustible
- Tomas de electricidad
- Aparcamiento para residentes y titulares de embarcaciones.
- Servicios relacionados con la pesca: 
Gestionados por la Cofradía
  - Fábrica de hielo
  - Lonja de venta de pescado
  - Báscula

### Organismos gestores
Deportivo Euskadiko Kirol Portua S.A. es una sociedad pública del Gobierno Vasco adscrita al departamento de Transporte y Obras públicas creada en septiembre de 2000.  